# Begonia humericola
Espèce
Begonia humericola est une espèce de plantes de la famille des Begoniaceae.
Elle a été décrite en 2001 par Martin Jonathan Southgate Sands.